# Thank God
«Thank God» — четвёртый сингл американского кантри-певца Кейна Брауна с его третьего студийного альбома Different Man. Песня была издана звукозаписывающим лейблом RCA Nashville 12 сентября 2022 года при участии певицы и супруги Кейтлин Браун. Сингл возглавил кантри-чарт (9-й чарттоппер Кейна Брауна) и получил двукратную платиновую сертификацию в Канаде и США.

## История
Песню написали Кристиан Дэвис, Кайл Фишман, Джексон Фри, Джош Хоуг и Джаред Маллинз. По словам Кейна Брауна, песню ему порекомендовал Hoge, который является его другом. Прослушав демо-запись, Браун решил включить в дуэт вокалистов свою жену Кейтлин. Кейтлин была R&B-музыкантом до того, как вышла за него замуж в 2019 году, но до этого не участвовала ни в одной из его песен.

## Отзывы
В рецензии, опубликованной в журнале Music Mayhem, песня описывалась как «прекрасная гармония» между Браунами. E! Online описал песню как тему того, как «благодарны» эти двое за то, что любят друг друга.

## Коммерческий успех
В неделю выхода песни она дебютировала в нескольких чартах Billboard, составленных за неделю, закончившуюся 24 сентября 2022 года. Она вошла в Billboard Hot 100 под номером 22, в Hot Country Songs под номером 5 и поднялась с 49-го на 35-е место в Country Airplay. Согласно данным Billboard за ту неделю, песню прослушали более одиннадцати миллионов раз, и она стала самой добавляемой в плейлисты радиостанций кантри. После этого песня стала первым попаданием в чарт для Кейтилин, а также самой умпешной в чарте кантри-песней супружеской пары после «Chasing After You» Райана Херда и Марен Моррис в 2021 году. Позднее, в феврале 2023 года, она достигла первого места в чарте Country Airplay, став вторым дуэтом супружеской пары, возглавившим чарт после «It’s Your Love» Тима Макгроу и Фэйт Хилл в 1997 году.

## Музыкальное видео
В дополнение к этому Браун выпустил музыкальный клип, режиссёром которого стал Алекс Альвга.

## Позиции в чартах
| Чарт (2022—2023)                    | Наивысшая позиция |
| ----------------------------------- | ----------------- |
| Канада (Billboard Canadian Hot 100) | 43                |
| Канада (Billboard AC)               | 17                |
| Канада (Billboard Country)          | 3                 |
| Канада (Billboard Hot AC)           | 37                |
| Мир (Billboard Global 200)          | 62                |
| США (Billboard Hot 100)             | 13                |
| США (Billboard Adult Contemporary)  | 20                |
| США (Billboard Adult Pop Airplay)   | 10                |
| США (Billboard Country Airplay)     | 1                 |
| США (Billboard Hot Country Songs)   | 2                 |
| США (Billboard Pop Airplay)         | 16                |

| Чарт (2023)                        | Позиция |
| ---------------------------------- | ------- |
| США Billboard Hot 100              | 23      |
| США Adult Contemporary (Billboard) | 44      |
| США Adult Top 40 (Billboard)       | 36      |
| США Country Airplay (Billboard)    | 11      |
| США Hot Country Songs (Billboard)  | 7       |
| США Mainstream Top 40 (Billboard)  | 45      |

## Сертификации
| Регион                                                                      | Сертификация  | Продажи   |
| --------------------------------------------------------------------------- | ------------- | --------- |
| Канада (Music Canada)                                                       | 3× Платиновый | 240 000   |
| США (RIAA)                                                                  | 3× Платиновый | 3 000 000 |
| Данные о продажах + прослушиваниях приведены только на основе сертификации. |               |           |